# Anyway, Anyhow, Anywhere
Anyway, Anyhow, Anywhere è un brano musicale del gruppo rock britannico The Who pubblicato come singolo discografico nel Regno Unito e in USA nel 1965 con diversi brani come lato B.

## Storia
Il brano possiede un testo a "domanda e risposta" e fu composta dal chitarrista Pete Townshend e dal cantante Roger Daltrey, unica occasione nella quale scrissero insieme. Il feedback di chitarra presente nella traccia è ritenuto essere il primo assolo a contenere tale effetto. Inoltre, la traccia è la prima canzone degli Who con Nicky Hopkins al piano. Townshend riferì che scrisse «il primo verso e Roger mi aiutò con il resto. Fui ispirato dall'ascolto di Charlie Parker, sentendo che era davvero uno spirito libero, e nonostante avesse dovuto combattere con problemi di alcol, droga, e altro, ciò che suonava lo redimeva e liberava il suo spirito, e volevo che noi fossimo così, e così volli scrivere una canzone su quello, una canzone spirituale». Il brano venne suonato raramente dal vivo per gran parte della carriera del gruppo ma dal 1999 venne suonato frequentemente durante i loro concerti e venne anche incluso nell'album Live at the Royal Albert Hall. Il brano compare anche nelle raccolte BBC Sessions, The Kids Are Alright, e The Who Hits 50!
Il brano venne ripubblicato nella raccolta Meaty Beaty Big and Bouncy del 1971 mentre i due diversi lato B nelle raccolte Two's Missing e Who's Missing del 1987.

## Tracce

### Edizione UK
Lato A
1. Anyway, Anyhow, Anywhere – 2:42 (Pete Townshend, Roger Daltrey)

Lato B
1. Daddy Rolling Stone – 2:52 (Derek Martin)

### Edizione USA
Lato A
1. Anyway, Anyhow, Anywhere – 2:42 (Pete Townshend, Roger Daltrey)

Lato B
1. Anytime You Want Me – 2:30 (Garnet Mimms, Jerry Ragovoy)

## Cover
- David Bowie registrò una versione della canzone per il suo album di cover Pin Ups nel 1973.
- The Flaming Lips reinterpretarono il brano per la compilation Mojo: The Who Covered allegata alla rivista Mojo.
- Gli Ocean Colour Scene per il tribute album Substitute - The Songs of The Who.

## Formazione
- Roger Daltrey – voce
- Pete Townshend – chitarra, voce
- John Entwistle – basso, voce
- Keith Moon – batteria